# SMS
 For alternative betydninger, se SMS (flertydig). (Se også artikler, som begynder med SMS)
Short Message Service (forkortet SMS, service for korte beskeder) er små tekst-beskeder, som kan sendes fra en mobiltelefon til en anden mobiltelefon. Fordelen ved sms er, at modtageren ikke behøver at "løfte røret" på sin mobiltelefon. Beskeden bliver liggende, indtil modtageren har tid til at læse beskeden. En anden fordel er, at datamængden, der skal sendes fra den ene telefon til den anden, er væsentlig mindre med sms-beskeder i forhold til samtaler, hvad der også afspejler sig i prisen. En sms vil typisk koste et sted mellem 1 og 20 øre, men ordninger hvor man betaler et vist beløb per måned for et ubegrænset antal sms bliver mere og mere udbredte, især i Europa, mens man på andre kontinenter (Afrika, Asien) i højere grad bruger beskedtjenester baseret på data (over f. eks. 5G, 4G, EDGE, WiFi), f. eks. WhatsApp, Viber, Telegram, Facebook Messenger o.l. 

## Input-metoder

### Trykknaptelefon
Beskederne skrives via det numeriske tastatur placeret på telefonen. Som det ses på billedet til højre, er hver tast tildelt tre eller fire bogstaver, som man trykker på for at få et bogstav frem ad gangen. På nyere telefoner skrives direkte via et tastatur på skærmen.
Der findes forskellige måder at skrive sms'er på. Den "gammeldags metode" er at trykke gentagne gange på en given tast til det ønskede bogstav kommer frem. Antallet af gange man skal trykke på tasten fremgår af rækkefølgen på den enkelte tast. Alle nyere mobiltelefoner er imidlertid udstyret med en såkaldt intelligent ordbog (Se også T9), således at man kun skal trykke en enkelt gang på den tast hvor bogstavet står. Når man har trykket på flere taster på denne måde vil ordbogen forsøge at finde frem til det ord som den pågældende sammensætning af tastetryk kan betyde. Der kan normalt vælges alternative bogstavsammensætninger ved tryk på * eller #.

### Smartphones
iPhone og andre smartphones, som har udbredt sig siden 2007, har ikke numerisk tastatur, men tilbyder andre muligheder:
1. Brug af  tastaturet i den berøringsfølsomme skærm. Dette letter skrivningen betydeligt i forhold til enheder med numerisk tastatur. De fleste udbydere af denne type smarte telefoner tilbyder stavekontrol og skrivehjælp, der svarer til T9-teknologien.
2. Tilkoblet tastatur. Brugeren kan skrive ved tilkobling af et tastatur, typisk via telefonens Bluetooth-forbindelse, og opnå samme resultat.
3. Diktering. De fleste producenter tilbyder også brugeren at anvende telefonens mikrofon til at diktere meddelelsen. Dette kræver normalt en aktiv internetforhindelse, som kan tilgå servere hos f.eks. Google, Apple eller Samsung, for at analysere den indtalte tekst.

Stavekontrol og diktering er sprogspecifik og er ikke lige tilgængelig på alle verdens nationalsprog. Der er en tendens til, at diktionens og stavekontrollens effektivitet (ordforråd, præcision) er mindre, jo mindre det pågældende sprog er målt i antal modersmålstalere og bruttonationalproduktet for de lande, hvor sproget tales.